# Afranii
Légende :
♦Patricien, ♦Plébéien, ♦Consulaire, ♦Sénatorial, ♦Équestre
Gens et Liste des gentes romaines
Les Afranii (singulier: Afranius)sont les membres d'une ancienne famille plébéienne romaine, la gens Afrania. Le seul cognomen connu de cette famille sous la République est Stellio.

## Origines
La gens Afrania pourrait être originaire du Picenum, région d'origine de Lucius Afranius, consul de 60 av. J.-C.

## Principaux membres

### Sous la République
- Caius Afranius Stellio, préteur en 185 et triumvir agris dandis assignandis en 183 av. J.-C.[a 1]
  - Caius Afranius Stellio, fils du précédent, participe à la guerre contre Persée de Macédoine et est fait prisonnier lors de la reddition de la garnison romaine d'Uscana en 169 av. J.-C.[a 2]
- Lucius Afranius, auteur de comédies latines du début du Ier siècle av. J.-C.
- Titus Afranius (ou Afrenius), meneur des confédérés italiens lors de la guerre sociale de 90 av. J.-C.[2]

#### Afraniioriginaire deCupra Maritima
- Aulus Afranius.
  - Lucius Afranius, lieutenant de Pompée, consul en 60 av. J.-C.
    - Lucius Afranius, fils du précédent, négocie avec Jules César en Hispanie pour sauver sa vie et celle de son père[a 3].
    - Aulus Afranius, patron de la cité de Caunus.

  - Caia Afrania, peut-être tante du précédent, épouse du sénateur Licinius Buccio, décédée en 48 av. J.-C.[a 4]

### Sous l'Empire
- Publius Afranius Potitus, exécuté sur ordre du Caligula[a 5],[a 6]
- Sextus Afranius Burrus, préfet du prétoire de l'empereur Claude puis tuteur et conseiller de Néron[b 1].
- Afranius Quintianus, sénateur romain qui prend part à la conjuration de Pison, contraint au suicide par Néron en 65[a 7]
- Cnaeus Afranius Dexter, ami du poète Martial, consul suffect en 105, il meurt durant son consulat[a 8],[a 9],[b 2].
- Publius Afranius Flavianus, proconsul d'Asie sous Hadrien[b 3].
- Afranius Hannibalianus, consul en 292, préfet de Rome en 297, beau-père de Constance Chlore[b 4].
- Flavius Afranius Syagrius, consul en 382.

## Pour approfondir